# تینگ سانگ چاو
تینگ سانگ چاو (انگلیسی: Ting Tsung Chao;۲۰۰۸ – ۱۹۲۱) کارآفرین اهل چین بود، که در سال ۱۹۸۶ شرکت وستلیک را تأسیس کرد.